# I. Albert szász király
Frigyes Ágost Albert szász királyi herceg, teljes nevén Frigyes Ágost Albert Antal Ferdinánd József Károly Mária Battista Nepomuk Vimos Xavér György Fidél, (németül) Friedrich August Albert Anton Ferdinand Joseph Karl Maria Baptist Nepomuk Wilhelm Xaver Georg Fidelis von Sachsen, (Drezda, 1828. április 23. – Sybillenort, Alsó-Szilézia, ma: Szczodre, Lengyelország, 1902. június 19.); a Wettin-ház Albert-ágából származó szász királyi herceg, 1854-től koronaherceg (trónörökös), 1873-tól haláláig I. Albert néven Szászország ötödik királya. Apját, az 1873-ban elhunyt I. János királyt követte a trónon.

## Élete

### Származása
A későbbi Albert király 1828-ban Frigyes Ágost Albert királyi hercegként született Drezdában, a Szász Királyság fővárosában. Édesapja a Wettin-ház Albert-ágából származó János Nepomuk szász koronaherceg (1801–1873) volt, 1854-től I. János néven Szászország királya, Miksa szász királyi herceg (1759–1838) és Karolina Mária Bourbon–parmai hercegnő (1770–1804) harmadik, legifjabb fia. Apja a legősibb német uralkodócsalád, a szász Wettin-dinasztiából származott, amely a mai Szászország, Szász-Anhalt és Türingia területét uralta.
Édesanyja Amália Auguszta bajor királyi hercegnő (1801–1877) volt, I. Miksa bajor királynak és második feleségének, az evangélikus vallású Karolina Friderika Vilma badeni hercegnőnek (1776–1841) leánya, I. Lajos bajor király féltestvére, I. Ferenc József császár és Erzsébet királyné nagynénje.
A házaspár kilenc gyermeke közül Albert herceg volt a második, a fiúk közül a legidősebb. A testvérek (rangjuk szerint szász királyi hercegek és hercegnők):
- Mária (Marie) Auguszta Friderika (1827–1857).
- Frigyes Ágost Albert herceg (1828–1902), 1873-tól I. Albert néven Szászország királya.
- Mária Erzsébet (Elisabeth) Maximiliána (1830–1912), aki először Savoya–Carignani Ferdinánd szárd–piemonti herceghez, majd Niccolo Rapalló márkihoz ment feleségül.
- Ernő (Ernst) (1831–1847).
- Frigyes Vilmos György (Friedrich Wilhelm Georg herceg (1832–1904), 1902-től I. György néven Szászország királya. 1859-ben feleségül vette Mária Anna portugál infánsnőt (1843–1884).
- Mária Szidónia (Sidonie) (1834–1862).
- Anna Mária (1836–1859), aki 1856-ban IV. Ferdinándhoz (1835–1908), a Toszkánai Nagyhercegség utolsó uralkodójához ment feleségül.
- Margit Karolina (1840–1858), Károly Lajos főherceg (1833–1896) első felesége.
- Zsófia (Sophie) Mária (1845–1867), aki Károly Tivadar bajor herceghez (1839–1909), Erzsébet királyné öccséhez ment feleségül.

### Tanulmányai, katonai pályájának kezdete
Albert herceg már gyermekkorában erős érdeklődést mutatott a katonaság iránt. Már tizenévesként megtanulta a kézifegyverek használatát, kiképezte magát az összes fegyvernem szakismereteiből. Nevelésével apja, a király Friedrich Albert von Langenn professzort (1798–1868), a lipcsei egyetem jogász- és történész tanárát, Lipcse város díszpolgárát, udvari és titkos tanácsosát bízta meg, aki az 1830-as lipcsei zavargások után királyi főmegbízottként ténykedett Lipcsében. Von Langenn szaktudásában és lojalitásában a király feltétlenül megbízhatott. Albert herceg 1845-ben sikeresen letette az érettségi vizsgákat (von Langenn megbízatása ezzel véget ért, ezután a drezdai Igazságügyi Minisztériumban kapott főtanácsosi állást, emellett történelmi monográfiákat írt).
Albert herceg ezután a bonni egyetemen folytatta állam- és jogtudományi tanulmányait. Itt találkozott és barátságot kötött (többek között) Friedrich Wilhelm badeni trónörökös herceggel (1826–1907), aki később, 1856-tól Baden uralkodó nagyhercegeként uralkodott.
Az (első) schleswig-holsteini háború (1848–1851) kirobbanása jelentette Albert herceg katonatiszti pályájának kezdetét. A szász királyi haderő századosaként részt vett a Dánia elleni (sikertelen) hadjáratban. Kitüntette magát a Dybbøl- (Düppeler-) sáncokért folyó 1849-es rohamokban.  1851-ben ezredesi rangban egy szász gyalogezred parancsnokává nevezték ki. Még ugyanabban az évben vezérőrnaggyá léptették elő. Néhány év múlva hadosztály-parancsnoki beosztást kapott, majd az egész szász királyi gyalogság főparancsnoka lett.

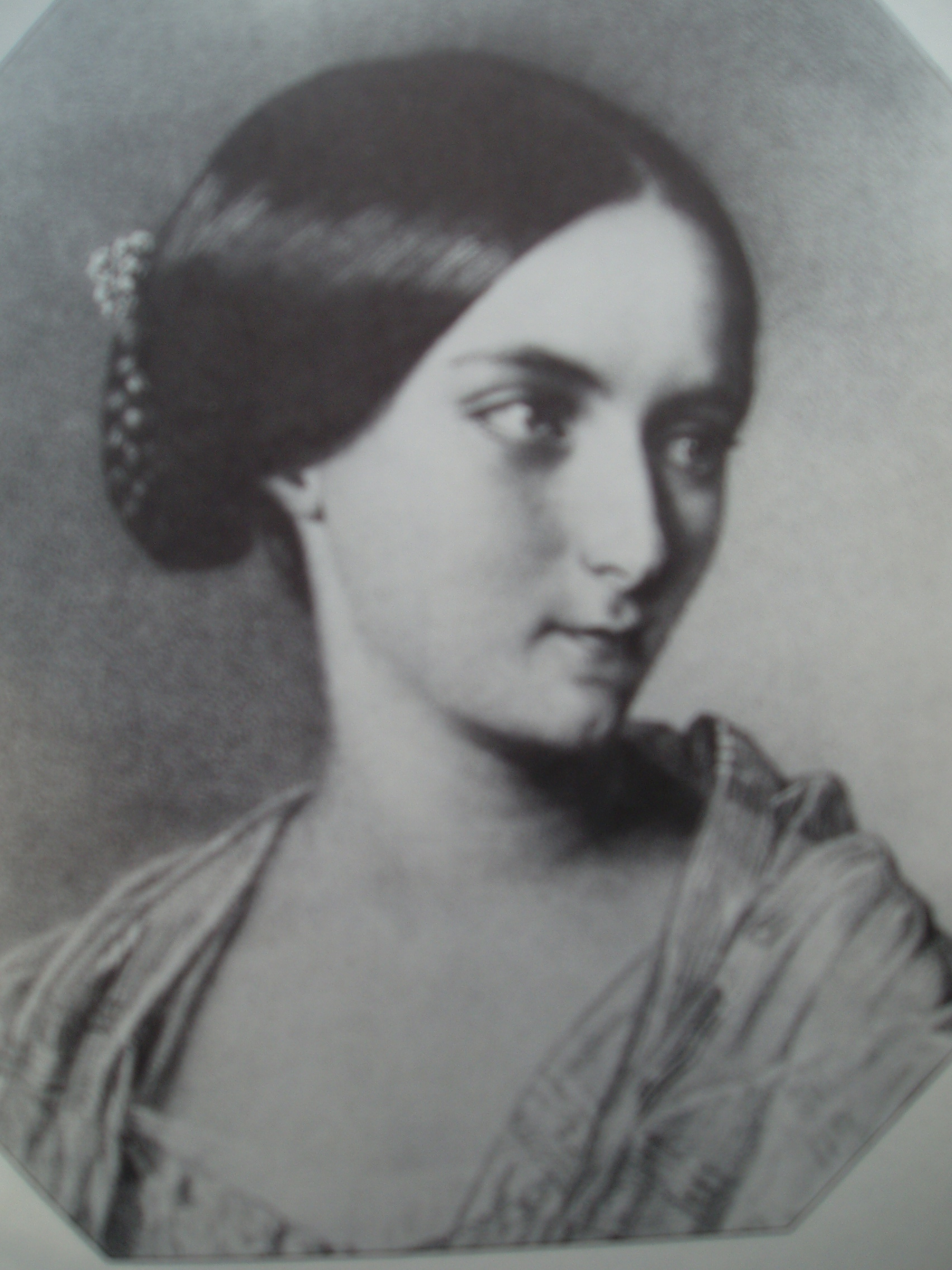
Carola von Wasa-Holstein-Gottorp hercegnő

### Házassága
Frigyes Ágost Albert szász királyi herceg 1853. június 18-án Drezdában feleségül vette az Oldenburg-ház Holstein-Gottorp-ágából származó Carola von Wasa-Holstein-Gottorpi hercegnőt (Caroline Fredrika Franciska Stephanie Amalia Cecilia av Wasa, 1833–1907), a már gyermekkora óta ausztriai száműzetésben élő Gusztáv svéd királyi hercegnek (Gustav Gustavsson av Wasa, 1799–1877), Vasa, Greve és Itterburg hercegének, svéd trónkövetelőnek, és Lujza Amália badeni hercegnőnek (Luise Amalie von Baden, 1811–1854) egyetlen leányát.
A menyasszony apai részről az 1809-ben államcsínnyel elűzött IV. Gusztáv svéd királynak (1778–1837), anyai részről (I.) Károly badeni nagyhercegnak (1786–1818) volt az unokája. Albert herceg és Karola hercegnő házassága azonban, mindkettőjük nagy keserűségére, gyermektelen maradt.
Karola koronahercegné 1867-ben megalapította a férjéről elnevezett Albert-egyesületet (Albertverein), amelynek tagjai önkéntes betegápolókként dolgoztak. 1882-ben, az egyesület 25-éves fennállásának jubileumán Albert, már királyként megalapította a Karola-érdemérmet (Carola-Medaille), amelyet az embertársaik segítésében legtöbbet dolgozó személyeknek adományoztak.

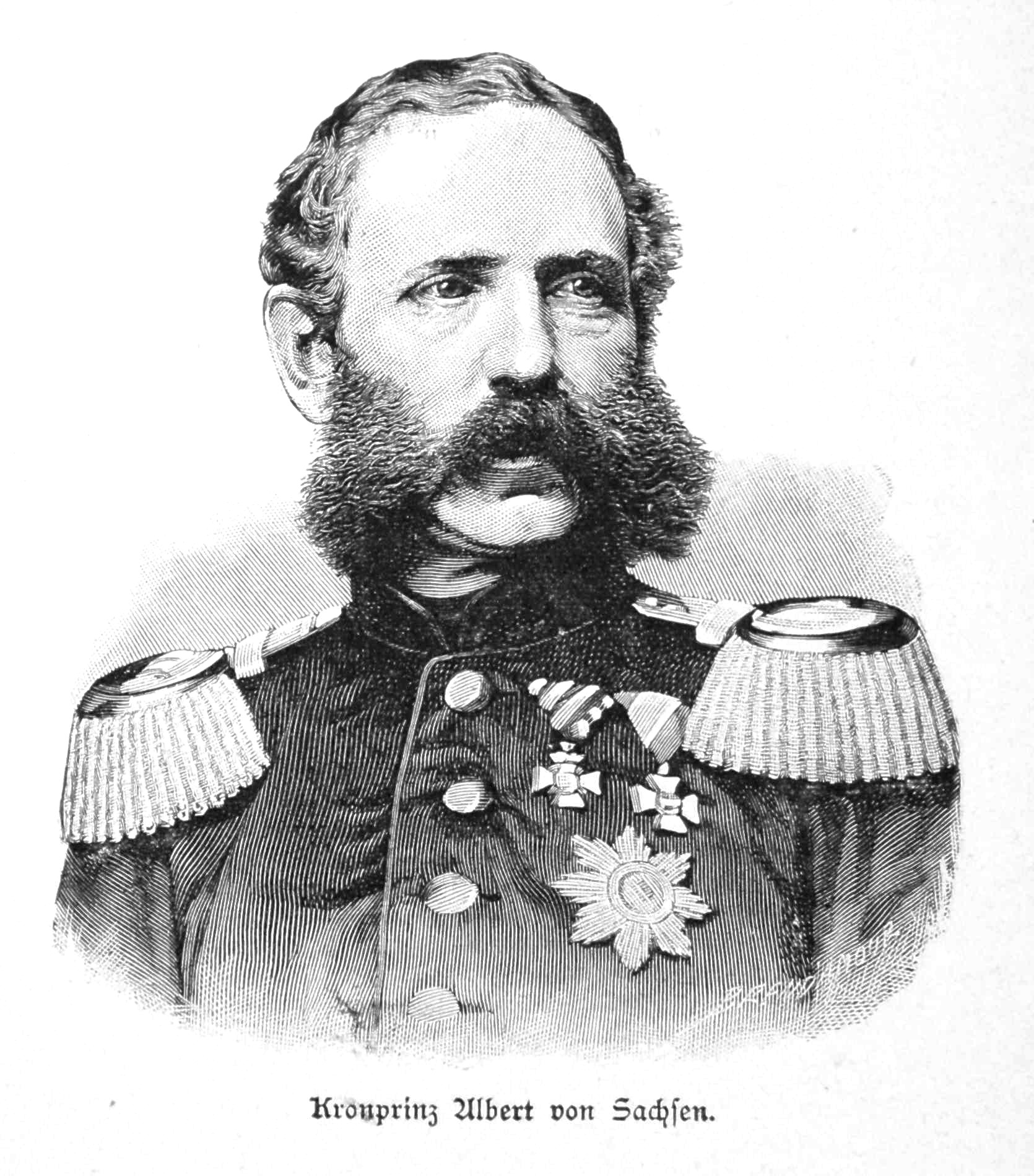
Albert koronaherceg
(Richard Brend'Amour rajza, 1870 körül).

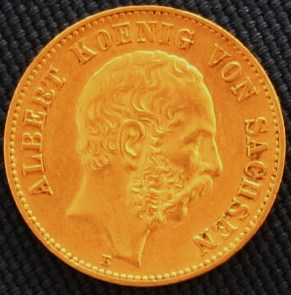
1894-ben vert 20 aranymárkás pénzérme, Albert király arcképével

### Koronaherceg és hadvezér
Albert herceg nagybátyja, II. Frigyes Ágost király 1854-ben kocsibalesetben életét veszítette, férfi utód hátrahagyása nélkül. Trónját öccse, János Nepomuk koronaherceg, Albert herceg édesapja örökölte (I. János király néven). Maga Albert herceg, az új király elsőszülött fiaként, 26 éves korában koronaherceggé, a trón várományosává lépett elő. Aktív politikai tevékenységbe kezdett. Ellátta az Államtanács (Staatsrat) elnökének tisztségét, emellett maga is részt vett törvényjavaslatok kidolgozásában.
A Szász Királyság az Osztrák Császárság oldalán vett részt az 1866-os porosz–osztrák háborúban. János király Albert koronaherceget bízta meg a mozgósítás megszervezésével. Ő vezette a szász hadsereget a porosz hadsereg ellen. Harcolt az 1866. június 28-i münchengrätzi csatában és a június 29-i gitchini csatában. A július 3-án bekövetkezett königgrätzi vereség után János király menesztette a porosz-ellenes Friedrich von Beust miniszterelnököt. Szászország behódolt Poroszországnak, és még 1866-ban belépett az Északnémet Szövetségbe. A békekötés után Albert koronaherceget nevezték ki a szász királyi I. hadtest parancsnokává, ezt a hadtestet XII. szám alatt tagolták be a német szövetségi hadseregbe.
Az 1870–71-es porosz–francia háborúban a Szász Királyság már Poroszországot támogatta. Itt is Albert koronaherceg irányította a hadsereg mozgósítását. A szász I. hadtest parancsnokaként a német 2 hadsereg kötelékében harcolt az 1870. augusztus 16–18-i gravelotte-i csatában (francia történészek Saint-Privat-i csatának is hívják), amelynek során Bazaine tábornok hadseregét elvágták Párizstól, és beszorították Metz erődjébe. augusztus 19-én Moltke altábornagy, a Porosz vezérkar főnöke megalakította a német 4. hadsereget („Maas-menti hadsereg”, Maasarmee), ennek parancsnokává Albert koronaherceget nevezte ki.
1870. augusztus 30-án Albert herceg új Maas-hadserege támadást intézett Mac-Mahon tábornagy jobbszárnya ellen, megakadályozta seregének átkelését a Maas (Meuse) folyón, és értékes győzelmet aratott. Másnap, szeptember 1-jén a Maas-hadsereg és a német 3. hadsereg a sedani csatában döntő vereséget mért Mac-Mahon hadseregére. szeptember 2-án maga III. Napóleon császár is német fogságba esett, a francia haderő még aznap kapitulált.
1871-ben Albert koronaherceget már II. Vilmos császár nevezte ki az I. Hadsereg-felügyelet főfelügyelőjének (Generalinspekteur der I. Armee-Inspektion). Ő lett a Német Császárság első, nem porosz származású vezértábornagya (Generalfeldmarschall). Az újonnan megszervezett I. Hadsereg-felügyelet székhelyét Drezdában rendezték be. Albert koronaherceg–tábornagy felügyelete alá rendelték az V. és a VI. hadtest, valamint birodalmi XII. (szász királyi I.) hadtest. (Az 1888-as átszervezéskor az I. sorszámot a berlini felügyelet kapta meg, a drezdait II. Hadsereg-felügyeletté számozták át, ekkor a hivatalt Albert (már királyként) átadta öccsének, György koronahercegnek.

### Szászország királya
I. János szász király 1873. október 29-én elhunyt. Elsőszülött fia, a 45 éves Frigyes Ágost Albert koronaherceg lépett örökébe, I. Albert király néven. Apjának politikai vonalát követte. Már János király megindította az 1866-os háborúban vesztessé vált Szászország betagolásának folyamatát a Porosz Királyság által vezetett Német Birodalomba. Albert király ugyanezen az úton haladt. Külpolitikájának középpontjába a poroszokkal való megbékülést állította. Reálpolitikusként elfogadta, hogy a korábban önálló Szászország 1866-ban elveszítette korábbi középhatalmi státusát, és az új helyzetben birodalmi szövetségi állammá kell átalakulnia, és a szövetség előírásaihoz kell alkalmazkodnia.
A belpolitikában Albert az államigazgatási rendszer modernizálását tűzte ki célul. 1873. április 21-én a király és miniszterelnöke, Richard von Friesen báró új törvényben szabályozta az államigazgatás az 1835 óta változatlan szervezetét: megszüntette a 4 körzeti igazgatóságot (Kreisdirektionen), helyettük körzeti elöljáróságokat (Kreishauptmannschaft) állított fel, ezeknek 25 járási (városi) hivatal (Amtshauptmannschaft) volt alárendelve.
Uralkodásának évei alatt megjavultak a szegényeket segítő szociális intézmények viszonyai. A Német Birodalom stratégiáját követve már 1870-től kezdve erőteljes militarizálódás indult meg Szászországban is, Albert király kormánya tovább növelte a hadseregfejlesztésre szánt forrásokat.
1878-ban Albert király és új miniszterelnöke, Alfred von Fabrice gróf átfogó adóreformot vezetett be. Az oktatásügyet is fejlesztette, Meißenben több új épülettel bővíttette a 16. században a választófejedelmek által alapított (és azóta folyamatosan működő) Sankt Afra iskolát (Fürstenschule Sankt Afra), az új oktatási épületeket 1879-ben a király maga avatta fel. (Ma állami gimnázium).
1896-ban a király Rudolf Schurig miniszterelnökkel új választási törvényt dolgoztatott ki, és országában bevezette az általános, de vagyoni cenzusi osztályokhoz kötött választójogi rendszert (Dreiklassenwahlrencht), a Poroszországban 1849-ben bevezetett hasonló rendszer mintájára. A választási rendszert a konzervatív ellenzék hevesen ellenezte, ennek ellenére az szilárdnak bizonyult. (Schurig miniszterelnök 1901-ben elhunyt. Az ellenzék vezére, Georg von Metzsch gróf lett az új kormányfő, aki később, 1905-ben megkísérelte korlátozni az 1896-os választójogot, de az emiatt kirobbant zavargások nyomán 1906-ban le kellett mondania. Az Albert király által bevezetett reformok többsége érvényben maradt egészen 1918-ig, a Szász Királyság megszűnéséig.

### Halála
Albert király 74 éves korában, 1902. június 19-én hunyt el az alsó-sziléziai Sybillenort kastélyban (ma: Szczodre, Lengyelország), utód hátrahagyása nélkül. A Szász Királyság koronáját így öccse, a 70 éves Frigyes Vilmos György királyi herceg örökölte, aki I. György király néven mindössze 2 éven át uralkodhatott, 1904-ben bekövetkezett haláláig.

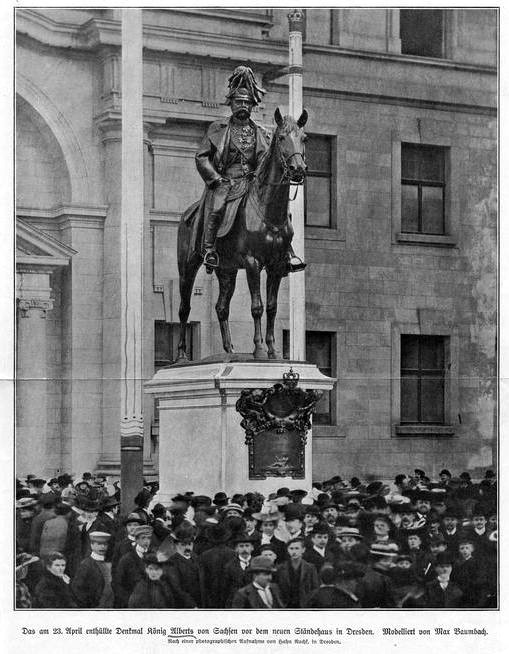
A drezdai Albert király-emlékmű leleplezése (Max Baumbach műve).

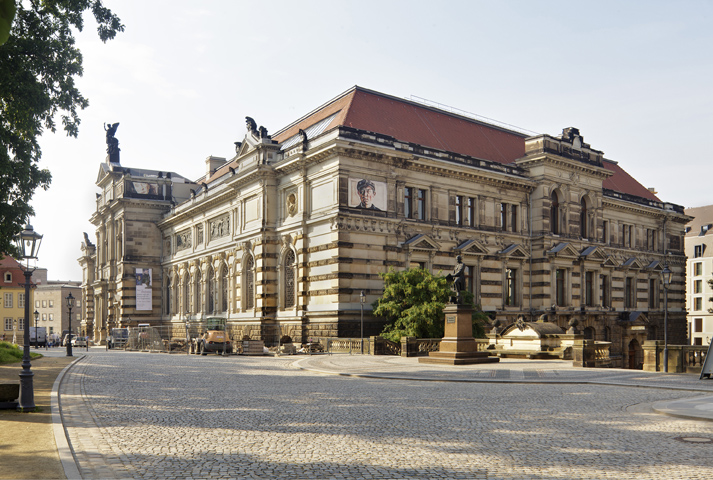
A drezdai Albertinum az Elba-parton.

## Az építtető király emlékezete
1873-ban Albert király egy új drezdai elővárost alapított, amelyet tiszteletére Albertstadtnak neveztek el. A várost 1877-ben avatták fel. Jelentős nehézipari fejlesztések történtek. A hadsereg nagy kaszárnya-rendszert, raktárakat, járműtelepeket, tiszti lakóházakat és más létesítményeket telepített ide. Albertstadt a Német Birodalom legnagyobb összefüggő katonavárosává nőtt, önálló katonai elöljárósággal, és egészen 1945-ig az is maradt. Mintegy 20 000 katona állomásozott itt, egy egész szász királyi hadosztály, összes építő, javító, szállító, műszaki és ellátó segédcsapataival együtt. 1878-ban új főutat vágtak a Dresdner Heide mezőin keresztül (Heerstrasse), amely katonai felvonulási térként is szolgált. 1879-ben megépült a Carolaallee, amely a királyné nevét viseli, és a Prinz-Georg-Allee (1902-től König-Georg-Allee), amelyet Albert király öccséről, György koronahercegről (1902-től György királyról) neveztek el.
A második világháború után az NDK kormánya megszüntette a katonai elöljáróságot, és civil igazgatás alá vonta Albertstadtot. Több utca és létesítmény nevét (a hazánkban is jól ismert módon) megváltoztatták, pl. a Carolaallee-t és a König-Georg-Allee-t 1950-ben – az éppen elhunyt kommunista belügyminiszter tiszteletére – Dr.-Kurt-Fischer-Allee-ra nevezték át.
Szászország fővárosában sok további hely és műtárgy, amelyeket Albert király idejében építettek, az ő nevét viseli: A drezdai Albert-híd (Albertbrücke), Albert-tér (Albertplatz) és Albert-út (Albertstraße), Drezda-Friedrichstadtban az Albert-kikötő (Alberthafen), és a drezdai Albertinum (korábban fegyvertár, ma szépművészeti múzeum).
1898-ban az alattvalók kettős jubileumot ünnepelhettek: Albert király 70. születésnapját és trónra lépésének 25. évfordulóját. Ebből az alkalomból létesítette Drezda városa az Albertparkot, a Dresdner Heide nevű területen.
1906. április 23-án, 4 évvel Albert király halála után unokaöccse, III. Frigyes Ágost király felavatta nagybátyjának lovasszobrát (Max Baumbach művét) a drezdai királyi palota előtti téren (Schlossplatz). 1945 után a szovjet katonai megszálló hatóság eltávolíttatta, és beolvasztatta. A szobor alapzatát 1990-ben eredeti helyén ismét felépítették.
Néhány további emlékműve és emlékhelye:  Albertbahn (a Drezda és Tharandt közti vasútvonal), a plaueni Albert király-kút (König-Albert-Brunnen), az aue-i lovasszobor (1945-ben lerombolták), a Bad Elsneri Albert-fürdő (Albertbad), a radebeuli Albert-tér (Albertplatz), a chemnitzi Albert király-múzeum (König-Albert Museum) stb.